# Jet Line International
Jet Line International was een Moldavische luchtvrachtmaatschappij met haar thuisbasis in Chisinau.

## Geschiedenis
Jet Line International werd opgericht in 2000. Tijdens een inspectie in 2007 werden grote veiligheidsproblemen vastgesteld. Hierdoor werd de vlieglicentie ingetrokken.

## Vloot
De vloot van Jet Line International bestond in maart 2007 uit:
- 2 Ilyushin IL-76T
- 1 Antonov AN-12BP
- 2 Antonov AN-26B
- 1 Antonov AN-24RV